# Ctenophthalmus solutus
Ctenophthalmus solutus är en loppart som beskrevs av Jordan et Rothschild 1920. Ctenophthalmus solutus ingår i släktet Ctenophthalmus och familjen mullvadsloppor.

## Underarter
Arten delas in i följande underarter:
- C. s. solutus
- C. s. nasutus
- C. s. siculus